# هوارة (مداغ)
هوارة هي إحدى مشيخات المملكة المغربية، تتبع جغرافيا لإقليم بركان وإداريًا لمداغ. يقدر عدد سكانها بـ 18840 نسمة حسب الإحصاء الرسمي للسكان والسكنى لسنة 2004.